# Hennen
Hennen ist ein Stadtteil von Iserlohn in Nordrhein-Westfalen, Deutschland. Die Stadt Iserlohn liegt im Nordwesten des Sauerlandes und gehört zum Märkischen Kreis. Ende 2024 hatte Hennen zusammen mit Rheinen 4846 Einwohner.

## Geographie

### Ortsteile
Die ehemalige Gemeinde Hennen gliederte sich in folgende Ortsteile:
- Drüpplingsen (mit Eichelberger Heide)
- Hennen
- Kalthof
- Leckingsen
- (Ost-)Reingsen
- Refflingsen
- Rheinen
- Rheinermark

## Geschichte
Hennen wurde 1313 erstmals im Kölner Liber valoris urkundlich erwähnt. Der Ort gehörte vormals zur Grafschaft Limburg und kam mit ihr an die Kurfürsten von Brandenburg und Könige von Preußen.
Bis 1974 war Hennen eine Gemeinde im damaligen Amt Ergste, im früheren Kreis Iserlohn. Hennen wurde am 1. Januar 1975 in die Stadt Iserlohn eingemeindet. Das Gebiet der ehemaligen Gemeinde ist der nördlichste Bezirk der Stadt Iserlohn.
Geistliches und geschichtliches Zentrum ist die Johanneskirche, die im romanischen Stil (um 1150) entstand. Die Kirche ist seit der Reformation evangelisch, zwischenzeitlich gleichzeitig genutzt durch die damals nebeneinander bestehenden lutherischen und reformierten Kirchengemeinden. Der Ortsname Hennen leitet sich vermutlich vom Namen der Kirche ab.

## Politik

### Wappen

Ehemaliges Wappen

Das Wappen der früheren Gemeinde Hennen ist wie folgt blasoniert:
Drei (2:1) weiße Türme auf rotem Schild.
Die drei Türme symbolisieren die drei Herrensitze der Grafschaft Limburg, die in der Gemeinde liegen:
- Haus Hennen
- Haus Ohle
- Haus Gerkendahl

## Einrichtungen

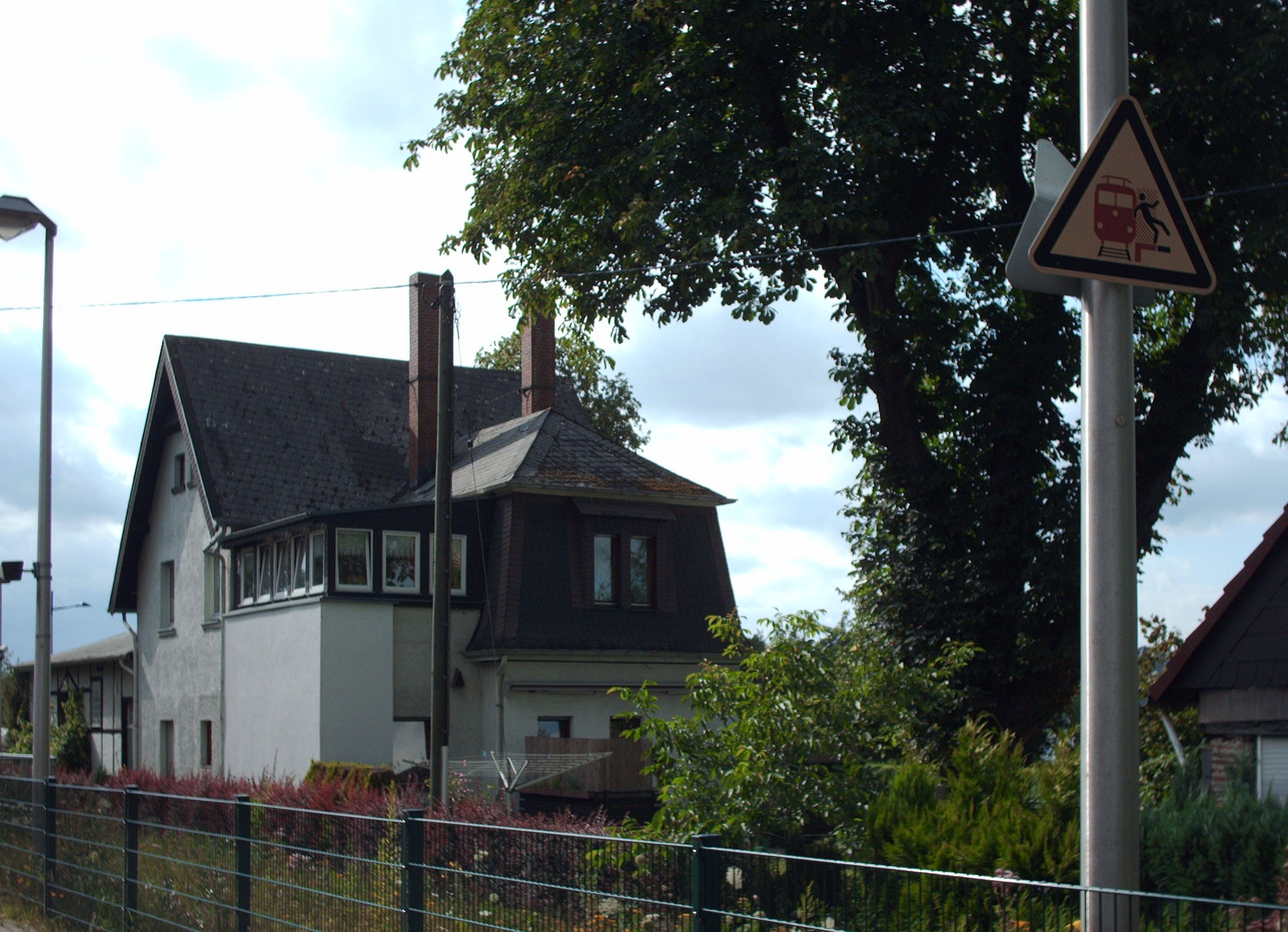
Haltepunkt Hennen

In Hennen existiert eine Grundschule. Eine Hauptschule ist nach dem Schuljahr 2012/2013 geschlossen worden.
Seit 1911 besteht ein Haltepunkt an der Ardeybahn Iserlohn–Schwerte–Dortmund (heutige RB 53).
| Linie | Verlauf | Takt                                             | Betreiber |
| ----- | --- | ------------------------------------------------ | --------- |
| RB 53 | Ardey-Bahn: Dortmund Hbf – Dortmund Signal-Iduna-Park – Dortmund-Hörde – Dortmund-Aplerbeck Süd – Schwerte (Ruhr) – Schwerte-Ergste – Hennen – Kalthof (Kr Iserlohn) – Iserlohnerheide – Iserlohn Stand: Fahrplanwechsel Dezember 2023 | 30 min (werktags) 60 min (Wochenenden/Feiertage) | DB Regio  |

Die Feuerwehr Iserlohn unterhält in Hennen eine eigene Löschgruppe.
Der bereits vor dem Ersten Weltkrieg aufgegebene jüdische Friedhof wird weiterhin gepflegt.